# Pelidnota grossiorum
Pelidnota grossiorum är en skalbaggsart som beskrevs av Soula 2009. Pelidnota grossiorum ingår i släktet Pelidnota och familjen Rutelidae. Inga underarter finns listade i Catalogue of Life.